# Alice Sabatini
Alice Sabatini (Montalto di Castro, 12 de outubro de 1996) é uma jogadora profissional de basquetebol e modelo italiana. Em setembro de 2015 foi eleita a 76ª Miss Itália.

## Biografia
Nascida em Montalto di Castro (Viterbo), quando tinha 5 anos começou desfilar e em 2013 participou do concurso Miss Grand Prix, ganhando a faixa de Miss Tisanoreica. 
É jogadora profissional de basquetebol. Joga na equipe Santa Marinella da Série A2.
Estudou biotecnologia medicinal e está matriculada na Faculdade de Química e Tecnologia farmacêutica.
Alice participou na 76ª edição do concurso Miss Itália com a faixa de Miss Lácio, com o número 5 e ganhou também as faixas de Miss Cinema, de Miss Diva e Donna e de Miss Compagnia della Bellezza. É a décima miss da ragião de Lácio. Nesta edição o concurso foi em Jesolo entre 20 de setembro e 21 de setembro de 2015 e foi apresentado por Simona Ventura.